# 선물시장
선물시장(先物市場, futures market) 또는 선물거래소(先物去來所, futures exchange)는 표준화된 선물을 거래할 수 있는 중앙 거래소이다. 즉, 미래의 특정 시간으로 설정한 특정한 가격으로 특정한 양의 상품이나 금융 상품을 구매하는 계약이다. 이러한 유형의 계약은 파생 상품의 분류에 속한다. 선물시장의 반의어는 현물시장이며, 현물시장의 거래는 미래에 미리 정의된 시간이 아닌, 거래 동의가 생긴 이후 즉시(2일 영업일 기준) 발생한다. 미래의 금융상품은 기반이 되는 자산(주식, 물리적인 상품, 지수 등)의 이동에 따라 가격이 매겨진다. 앞서 언급된 분류를 "파생상품"이라과 한 이유는 이러한 금융상품의 가치가 다른 자산의 등급에서 파생된 것이기 때문이다.

## 역사

### 고대
고대 메소포타미아에서 기원전 1750년 즈음, 바빌로니아 제6대 왕 함무라비는 최초의 법전 가운데 하나인 함무라비 법전을 만들었다. 함무라비 법전은 미래의 날짜에 상품과 자산의 판매를 동의된 가격으로 배달되는 것을 허용했다. 이 법전은 선물 계약 형태로 최초의 파생상품을 가능하게 했다. 사찰에서 교역이 수행되면서 활발한 파생상품 시장이 등장했다.

## 규제 기관
선물거래소는 국가 정부 규제 기관에 의해 규제를 받는 것이 일반적이다:
- 대한민국의 금융감독원
- 일본의 일본 금융청

## 같이 보기
- 외환 시장
- 주식 시장

## 추가 문헌
- Understanding Derivatives: Markets and Infrastructure Federal Reserve Bank of Chicago, Financial Markets Group